# Parioscorpio
Parioscorpio, que significa "escorpião caçador ancestral", é uma espécie extinta de escorpião. Esse predador media 2,5 centímetros de comprimento e acredita-se que tenha vivido entre 437,5 e 436,5 milhões de anos atrás, durante o período geológico da Silúria. É o escorpião mais antigo do registro fóssil. O recorde anterior do fóssil de escorpião mais antigo do mundo pertencia ao Dolichophonus loudonensis da Escócia, que com 434 milhões de anos.
Os fósseis do Parioscorpio venator foram encontrados em Wisconsin em 1985, após o qual permaneceram sem estudo por quase 35 anos na Universidade de Wisconsin. Detalhes anatômicos preservados em P. venator sugerem que as alterações fisiológicas necessárias para acomodar uma transição marinho-terrestre em aracnídeos ocorreram no início de sua história evolutiva. Se P. venator era um artrópode totalmente terrestre é incerto.